# Kloster Ábrahám
Das Kloster Ábrahám (Beatae Mariae Virginis de Abraham; Bacs Monosztor; Bac) ist eine ehemalige Zisterzienserabtei in Ungarn. Es lag in der heutigen Stadt Dombóvár.

## Geschichte
Der Schatzmeister des Prinzen Béla, Mojs, erhielt von König Béla IV. im Jahr 1260 die Erlaubnis, auf eigenem Grund und Boden ein Kloster zu stiften. Dieses wurde 1270 von Mönchen aus Kloster Pilis besiedelt und nach dem Patriarchen Abraham benannt. Es gehörte der Filiation der Primarabtei Clairvaux an und war die achtzehnte und letzte mittelalterliche Gründung einer Zisterziensermönchsabtei im damaligen Ungarn. Das Kloster soll im Jahr 1537 eingegangen sein.